# Glyptothorax fuscus
Glyptothorax fuscus es una especie de peces de la familia Sisoridae en el orden de los Siluriformes.

## Morfología
• Los machos pueden llegar alcanzar los 12,1 cm de longitud total.

## Distribución geográfica
Se encuentran en las cuencas de los ríos Chao Phraya y Mekong.